# نهاد میانجی رسانه‌ای
نهاد میانجی رسانه‌ای یا اُمبودزمان رسانه‌ای (به انگلیسی: Media Ombudsman یا News Ombudsman؛ همچنین: Public Editor، Readers’ Editor) مقام/سازوکاری برای رسیدگی مستقل و بی‌طرفانه به شکایت‌های مخاطبان از محتوای خبری و استانداردهای حرفه‌ای رسانه‌هاست. این نقش که ریشهٔ تاریخی‌اش به سنت اُمبودزمان در سوئد بازمی‌گردد، پلی میان مخاطبان و سازمان‌های رسانه‌ای ایجاد می‌کند تا با بررسی اعتراض‌ها، تبیین خطاها و توصیهٔ اصلاحات، پاسخ‌گویی و اعتماد عمومی را تقویت کند.

## اصطلاح‌شناسی
در متون انگلیسی از عناوینی مانند News Ombudsman، Public Editor، Readers’ Editor و در بافت‌های شورای مطبوعات از Press Ombudsman استفاده می‌شود. در فارسی گاه از «نهاد میانجی رسانه‌ای»، «اُمبودزمان رسانه‌ای»، یا «سردبیر عمومی» (برای نقش‌های درون‌سازمانی) بهره می‌گیرند. تفاوت‌های واژگانی معمولاً به جایگاه نهادی (درون رسانه، شورا/صنعت، یا تنظیم‌گر عمومی) اشاره دارد.

## پیشینه و خاستگاه
مفهوم اُمبودزمان نخستین‌بار در سوئد برای رسیدگی به شکایت‌های شهروندان از دولت شکل گرفت و بعدها به حوزهٔ رسانه تعمیم یافت. از نیمهٔ دوم قرن بیستم برخی روزنامه‌ها و سپس پخش‌گران عمومی مقام «سردبیر عمومی/اُمبودزمان» را برای رسیدگی به شکایت‌ها و تبیین خطاها ایجاد کردند؛ همزمان، شوراهای مطبوعاتِ ملی/صنعتی نیز منصب «اُمبودزمن مطبوعات» را بنیان گذاشتند.

## مدل‌های نهادی
به‌طور کلی سه الگوی نهادی رایج است:
- درون‌سازمانی (Public Editor/News Ombudsman): فردی مستقل‌النسبه در داخل رسانه که شکایت‌ها را می‌پذیرد، بررسی می‌کند و در قالب یادداشت/گزارش عمومی پاسخ می‌دهد.[۶][۷]
- شورای مطبوعات/صنعت (Press Ombudsman): نهادی خودتنظیم‌گر که به شکایت‌های عمومی علیه رسانه‌های عضو رسیدگی می‌کند و می‌تواند تذکر، درج تکذیبیه یا توصیهٔ اصلاحی صادر کند.[۸][۹]
- نیمه‌حاکمیتی/قانونی: در برخی کشورها، مدلی با پشتوانهٔ قانونیِ سبک‌تنظیم (نه قضایی) برای رسانه‌های عمومی/سمعی‌وبصری برقرار است که نقش میانجی‌گر را ایفا می‌کند.[۱۰]

## وظایف و اختیارات
کارکردهای مشترک در الگوهای مختلف عبارت است از:
- دریافت و بررسی شکایت‌ها دربارهٔ دقت، انصاف، تعادل، حق پاسخ و رعایت کُدهای اخلاقی.[۱۱]
- میانجی‌گری میان مخاطب و تحریریه؛ جست‌وجوی راه‌حل‌هایی مانند تصحیح، توضیح، عذرخواهی، یا پوشش تکمیلی.[۱۲]
- شفافیت و آموزش عمومی از طریق یادداشت‌ها/گزارش‌های دوره‌ای دربارهٔ خطاهای تحریریه و چالش‌های اخلاقی.[۱۳]
- تقویت استانداردها با توصیه‌های سیاستی و بازخورد ساختاری به مدیریت و تحریریه.[۱۴]

## فرایند رسیدگی
در الگوی شوراهای مطبوعات، روند معمول شامل ثبت شکایت، غربالگری شکلی، اخذ پاسخ رسانه، تلاش برای سازش، و در صورت لزوم صدور رأی/تصمیم همراه با انتشار عمومی است. در مدل‌های درون‌سازمانی، اُمبودزمان با دسترسی به دبیران و خبرنگاران موضوع را بررسی و نتیجه را در قالب ستون یا گزارش منتشر می‌کند؛ تصمیم‌ها معمولاً الزام‌آور حقوقی نیستند اما وزن اخلاقی/اعتباری دارند.

## نمونه‌های ملی
- سوئد: «اُمبودزمان رسانه» (MO) و «هیئت رسانه‌ای» (MPRT/Media Council) بخشی از نظام خودتنظیمی رسانه‌ای هستند؛ اُمبودزمان توسط هیئتی مستقل منصوب می‌شود و به شکایت‌های عمومی دربارهٔ محتوای تحریری رسیدگی می‌کند.[۱۷]
- ایرلند: «اُمبودزمان مطبوعات» در چارچوب «شورای مطبوعات ایرلند» مستقر است و به شکایت‌ها طبق کد اصول روزنامه‌نگاری رسیدگی می‌کند.[۱۸]
- آفریقای جنوبی: «اُمبود مطبوعات» ذیل «شورای مطبوعات آفریقای جنوبی» فعالیت می‌کند؛ تصمیم‌ها منتشر می‌شود و می‌تواند شامل درج عذرخواهی/تصحیح در رسانهٔ خاطی باشد.[۱۹]
- کانادا: اُمبودزمان سی‌بی‌سی برای زبان‌های انگلیسی و فرانسوی مستقل از تحریریه عمل می‌کند، شکایت‌ها را ارزیابی و گزارش‌های علنی منتشر می‌کند.<ref>{{یادکرد وب |عنوان=Mandate of the Ombudsman

1. ↑  Enkin, Esther (2021). The Role and Purpose of Ombudsmen in a Global Media World (به انگلیسی). Springer. {{cite book}}: More than one of |کتاب= و |عنوان= specified (help)
2. ↑  "The role of a news ombudsman (ONO Handbook / OSCE Report)" (PDF). News Ombudsmen & Standards Editors (ONO) (به انگلیسی). Retrieved 2025-08-13.
3. ↑  "The role of a news ombudsman (ONO Handbook / OSCE Report)" (PDF). News Ombudsmen & Standards Editors (ONO) (به انگلیسی). Retrieved 2025-08-13.
4. ↑  Enkin, Esther (2021). The Role and Purpose of Ombudsmen in a Global Media World (به انگلیسی). Springer. {{cite book}}: More than one of |کتاب= و |عنوان= specified (help)
5. ↑  "The System of Media Ethics in Sweden". Medieombudsmannen (Swedish Media Ombudsman) (به انگلیسی). Retrieved 2025-08-13.
6. ↑  "About the Public Editor". NPR (به انگلیسی). Retrieved 2025-08-13.
7. ↑  "Mandate of the Ombudsman". CBC/Radio‑Canada Ombudsman (به انگلیسی). Retrieved 2025-08-13.
8. ↑  "What we do". Press Council of Ireland & Office of the Press Ombudsman (به انگلیسی). Retrieved 2025-08-13.
9. ↑  "How the system works". Press Council of South Africa (به انگلیسی). Retrieved 2025-08-13.
10. ↑  "The role of a news ombudsman (ONO Handbook / OSCE Report)" (PDF). News Ombudsmen & Standards Editors (ONO) (به انگلیسی). Retrieved 2025-08-13.
11. ↑  "The role of a news ombudsman (ONO Handbook / OSCE Report)" (PDF). News Ombudsmen & Standards Editors (ONO) (به انگلیسی). Retrieved 2025-08-13.
12. ↑  Enkin, Esther (2021). The Role and Purpose of Ombudsmen in a Global Media World (به انگلیسی). Springer. {{cite book}}: More than one of |کتاب= و |عنوان= specified (help)
13. ↑  "About the Public Editor". NPR (به انگلیسی). Retrieved 2025-08-13.
14. ↑  "Mandate of the Ombudsman". CBC/Radio‑Canada Ombudsman (به انگلیسی). Retrieved 2025-08-13.
15. ↑  "How the system works". Press Council of South Africa (به انگلیسی). Retrieved 2025-08-13.
16. ↑  "What we do". Press Council of Ireland & Office of the Press Ombudsman (به انگلیسی). Retrieved 2025-08-13.
17. ↑  "The System of Media Ethics in Sweden". Medieombudsmannen (Swedish Media Ombudsman) (به انگلیسی). Retrieved 2025-08-13.
18. ↑  "What we do". Press Council of Ireland & Office of the Press Ombudsman (به انگلیسی). Retrieved 2025-08-13.
19. ↑  "How the system works". Press Council of South Africa (به انگلیسی). Retrieved 2025-08-13.